# Mowa Iwana Mieleszki
Mowa Iwana Mieleszki (biał. Прамова Івана Мялешкі, каштэляна Смаленскага, на Варшаўскім Сойме ў прысутнасці караля Зыгмунда III ў 1589 годзе, Pramowa Iwana Mialeszki, kasztelana Smalenskaha, na Warszauskim Sojmie u prysutnasci karala Zyhmunta III u 1589 hodzie) – satyra polityczna, XVII-wieczny zabytek literatury białoruskiej. Autor i dokładny czas powstania utworu są nieznane. Mowa jest protestem patriotycznie nastawionej części szlachty Wielkiego Księstwa Litewskiego przeciwko rzekomej polityce kolonizacji i polonizacji ziem ruskich oraz pochwałą polityki Zygmunta Starego.

## Stan badań

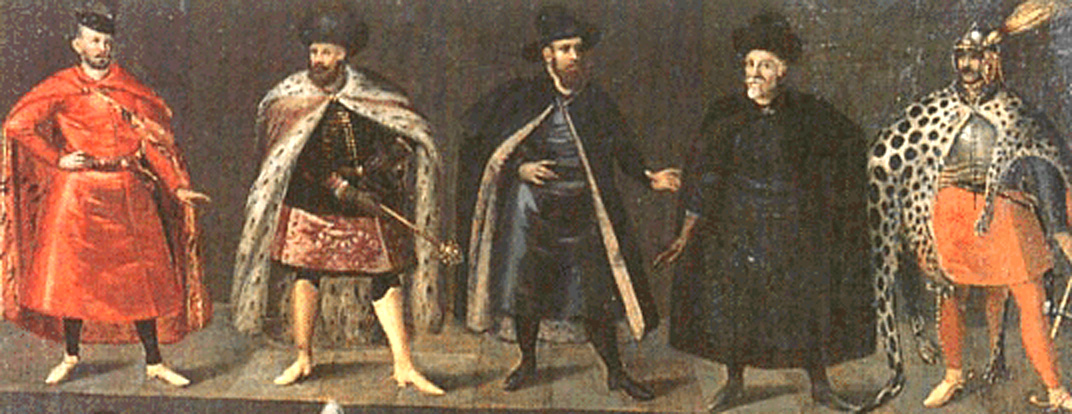
XVII-wieczna szlachta, wyśmiewana przez autora satyry

Imię autora satyry jest nieznane. Autorstwo było przypisywane Janowi Eliaszowi Mieleszce (1552–1622) lub jego ojcu, Iwanowi Mieleszce, marszałkowi słonimskiemu. Niepewny jest również sam fakt wygłoszenia mowy na sejmie 1589 roku.
Mową zainteresowano się po raz pierwszy w XIX wieku. Jej pierwsi wydawcy, Julian Ursyn Niemcewicz, Michał Wiszniewski, Pantielejmon Kulisz i Mykoła Kostomarow datowali powstanie utworu na koniec XVI wieku. Nie mieli wątpliwości, że satyra została wygłoszona przez kasztelana smoleńskiego Iwana Mieleszkę na sejmie w Warszawie w 1589 roku. Podobne zdanie w kwestii czasu powstania dzieła mieli Nikołaj Sumcow i historyk Michaił Dabrynin, jednak zaliczali je do anonimowych zabytków literatury.
Iosif Pierwolf z Uniwersytetu Warszawskiego udowodnił, że Iwan Mieleszko, rzekomy autor mowy, jest postacią historyczną, jednak był kasztelanem smoleńskim nie w 1589 roku, a w latach 1615–1623. Pierwolf przypuścił, że utwór został napisany w XVII wieku przez satyryka pochodzenia ruskiego. Białoruski lingwista Dzmitryj Dauhiała na podstawie ustaleń Pierwolfa oraz badań historyczno-lingwistycznych stworzył tezę, że dzieło napisał Cyprian Kamuniaka, autor powstałego w 1655 roku Listu do Obuchowicza. Według badacza Kamuniaka ułożył satyrę pod koniec panowania Zygmunta Wazy, ponieważ w tekście odzwierciedlone zostały wpływy, jakie zdobyła na dworze królewskim Urszula Meierin.
Badacz P. K. Krapiwin przypuszczał, że mowa została napisana przez anonimowego autora na podstawie notatek, które sporządził Iwan Mieleszko podczas sejmu warszawskiego w 1609 roku. Swoje rozważania Krapiwin opierał na analizie tekstu. Po pierwsze, małżonka Mieleszki została nazwana „panią mścisławską”. Mieleszko był kasztelanem mścisławskim w latach 1603–1610. Po drugie, w 1609 roku Mieleszko przemawiał na sejmie warszawskim, na którym przedstawiał szlachtę powiatu mozyrskiego w komisji do spraw wytyczenia granic między powiatami kijowskim i mozyrskim. Według niego najstarsza redakcja dzieła powstała w okresie między śmiercią Mieleszki a rokiem 1632. Dzieło nie zostało wydane drukiem, dlatego pierwotny tekst mógł ulec modyfikacjom na skutek przepisywania.
Po raz pierwszy utwór ukazał się drukiem w 1819 roku w Zbiorze pamiętników historycznych o dawnej Polsce (T. 2, s. 341–344) pod redakcją Juliana Niemcewicza. Było to tłumaczenie na język polski pod tytułem Ciekawa mowa JW. Iwana Mieleszki kasztelana smoleńskiego na sejmie w Warszawie za króla Zygmunta III. miana r. 1589. W komentarzu Niemcewicz odnotował, że tekst pochodził ze zbiorów hrabiego Sierakowskiego. W 1851 roku Michal Wiszniewski w Historji literatury polskiej (T. 7, Rozdz. Ięzyk i literatura białoruska, s. 480–484) opublikował satyrę łacinką. W komentarzach zaznaczył, że rękopis znajdował się w Szczorsach koło Mińska i został udostępniony przez kanclerza Chreptowicza. W 1862 roku Pantielejmon Kulisz dokonał przekładu tłumaczenia Niemcewicza na język ukraiński i opublikował go w czasopiśmie „Osnowa” 6 (1862), s. 13–16. Trzy lata później satyra została opublikowana w zbiorze Akta, otnosiaszczijesia k istorii Jużnoj i Zapadnoj Rossii, T. 2 Nr 158 pod redakcją Mykoły Kostomarowa. Źródło, z którego pochodził tekst, nie zostało wymienione. Przypuszczalnie tej redakcji dokonała osoba, mieszkająca w pobliżu obszaru styczności języka białoruskiego z ukraińskim. Świadczy o tym współwystępowanie w tekście ukrainizmów (radyty, howoryty, druhyj itd.) i białorutenizmów (niakoli, hetakich itd.).

## Streszczenie
W satyrze poruszono problematykę dyskryminacji szlachty ruskiej przez magnaterię i króla. Mieleszko sprzeciwia się polonizacji ziem ruskich. Według niego proces ten zapoczątkował Zygmunt August, który doprowadził do podpisania unii lubelskiej i odebrał Wielkiemu Księstwu Litewskiemu Podlasie i Wołyń, przyłączając je do Korony.
Mieleszko wyśmiewa szlachtę polską za jej dumę, skąpstwo, pychę, lubieżność i rozwiązłość. Według niego Polacy wywierają negatywny wpływ na kulturę, moralność i obyczaje szlachty ruskiej. Osądza także swoich ziomków, którzy wstąpili na służbę do szlachty polskiej i przyczyniają się do polonizacji ziem ruskich. Wyśmiewa ich upodobanie do nowej mody i kuchni. Jako przeciwwagę opisuje lokalne potrawy i stroje.
Następnym wątkiem, który porusza Mieleszko, jest protest przeciwko polityce Zygmunta Wazy. Z goryczą mówi o utracie przez Wielkie Księstwo Litewskie honoru oraz o poniżeniu szlachty ruskiej, którą panowie polscy wykorzystują do swoich interesów. Mieleszko przemawia z punktu widzenia szlachty ruskiej, walczy w jej interesach. Orator widzi jedną możliwość rozwiązania zaistniałej sytuacji. Według niego przy królu powinna powstać rada, do której na zasadach proporcjonalności wejdą przedstawiciele szlachty ruskiej, litewskiej i polskiej.